# 小伝馬町駅
小伝馬町駅（こでんまちょうえき）は、東京都中央区日本橋小伝馬町にある、東京地下鉄（東京メトロ）日比谷線の駅である。駅番号はH 15。
当駅の下で東日本旅客鉄道（JR東日本）総武快速線が交差しているが、同線に駅は設けられていない。

## 歴史
- 1962年（昭和37年）5月31日：帝都高速度交通営団（営団地下鉄）日比谷線の駅として開業[2]。
- 1995年（平成7年）3月20日：地下鉄サリン事件が発生。当駅では一般の乗客が車内に撒かれたサリンをホームに蹴り出した結果、ホームで待っていた乗客などが多数死傷し、本事件で最も多くの犠牲者が出た駅（当駅では死者4人、重軽傷者1,600人程度）となった。
- 2004年（平成16年）4月1日：帝都高速度交通営団（営団地下鉄）民営化に伴い、当駅は東京地下鉄（東京メトロ）に継承される[3]。
- 2007年（平成19年）3月18日：ICカード「PASMO」の利用が可能となる[4]。
- 2010年（平成22年）2月19日：エレベーター専用出入口を十思公園内に新設[5]。
- 2020年（令和2年）2月7日：発車メロディを導入[6]。

## 駅構造
相対式ホーム2面2線を有する地下駅である。天井には換気装置はあるが、駅冷房装置はない。ホームは直線で見通しも良い。ホーム上の駅員はラッシュ時のみ配置されている。
開業以来、昇降設備が設けられていなかったが、2009年度から2010年度にかけて、秋葉原寄りに地上とコンコースを連絡するエレベーターとその専用改札口の新設工事を実施し、2010年2月19日にエレベーターと専用改札口の供用を開始した。

### のりば
| 番線 | 路線     | 行先               |
| ---- | -------- | ------------------ |
| 1    | 日比谷線 | 中目黒方面         |
| 2    | 日比谷線 | 北千住・南栗橋方面 |

（出典：東京メトロ:構内図）

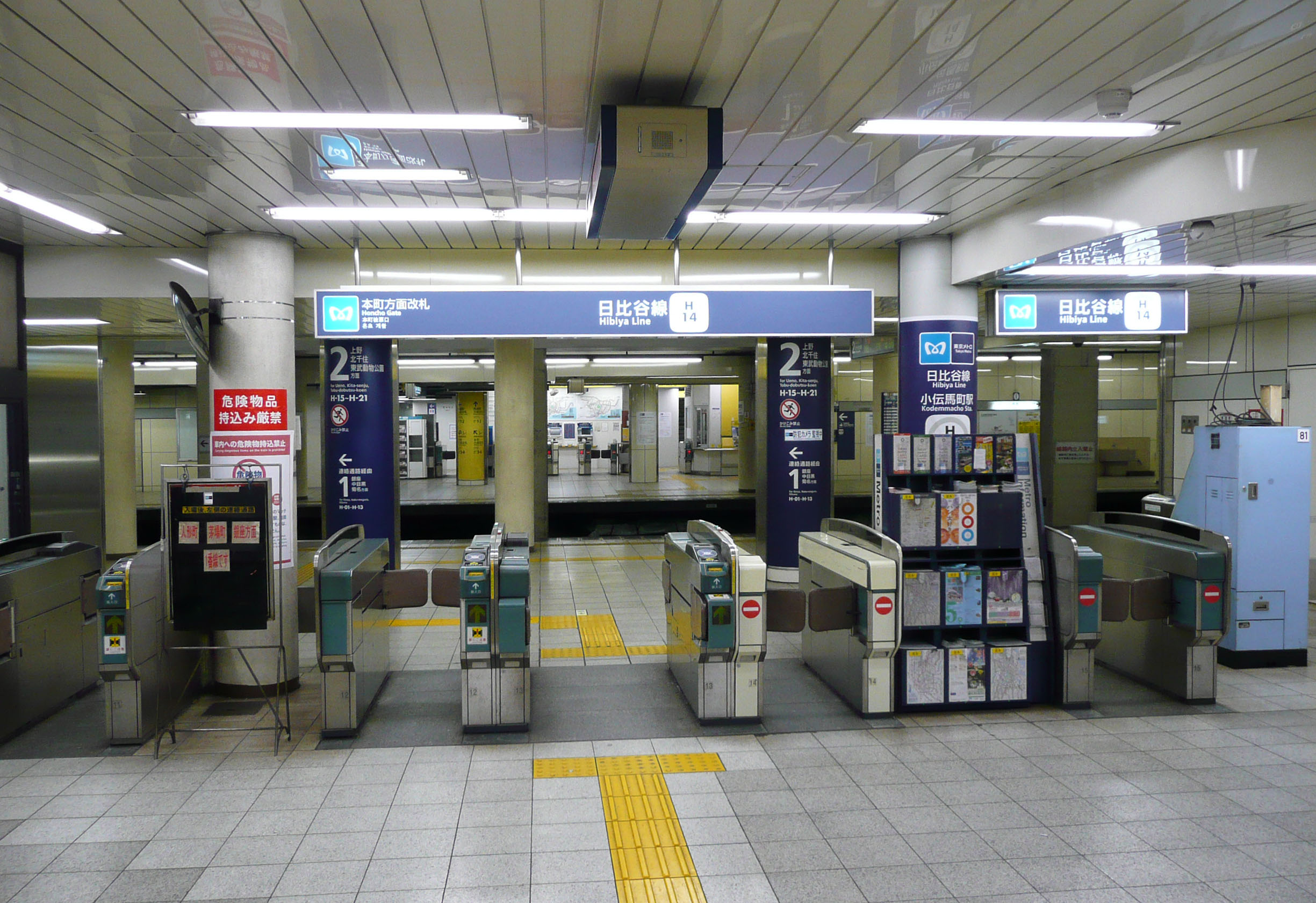
本町方面改札（2010年5月8日）
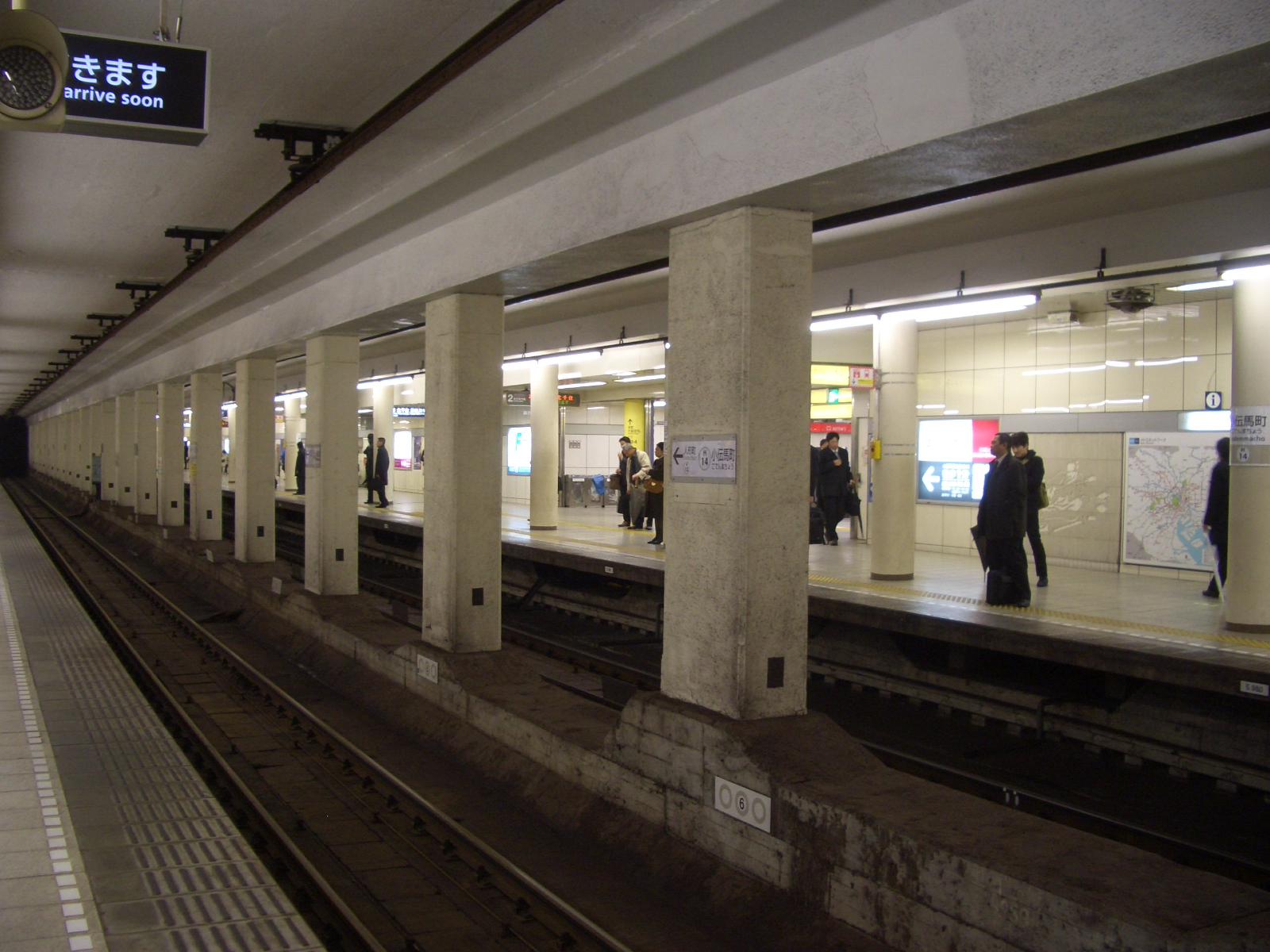
1番線ホーム（2008年12月9日）

### 発車メロディ
2020年2月7日よりスイッチ制作の発車メロディ（発車サイン音）を使用している。
曲は1番線が「いつもの店で」（塩塚博作曲）、2番線が「向こう岸」（大和優子作曲）である。

## 利用状況
2024年度の1日平均乗降人員は36,068人であり、東京メトロ全130駅中104位。
近年の1日平均乗降・乗車人員推移は下表の通りである。
| 年度               | 1日平均 乗降人員 | 1日平均 乗車人員 | 出典     |
| ------------------ | ---------------- | ---------------- | -------- |
| 1990年（平成02年） |                  | 25,855           | [ * 1 ]  |
| 1991年（平成03年） |                  | 26,257           | [ * 2 ]  |
| 1992年（平成04年） |                  | 26,575           | [ * 3 ]  |
| 1993年（平成05年） |                  | 25,460           | [ * 4 ]  |
| 1994年（平成06年） |                  | 23,674           | [ * 5 ]  |
| 1995年（平成07年） |                  | 22,978           | [ * 6 ]  |
| 1996年（平成08年） |                  | 22,630           | [ * 7 ]  |
| 1997年（平成09年） |                  | 22,414           | [ * 8 ]  |
| 1998年（平成10年） |                  | 22,403           | [ * 9 ]  |
| 1999年（平成11年） |                  | 21,503           | [ * 10 ] |
| 2000年（平成12年） | 42,851           | 20,953           | [ * 11 ] |
| 2001年（平成13年） | 42,595           | 20,721           | [ * 12 ] |
| 2002年（平成14年） | 42,767           | 20,819           | [ * 13 ] |
| 2003年（平成15年） | 42,561           | 20,664           | [ * 14 ] |
| 2004年（平成16年） | 40,956           | 20,427           | [ * 15 ] |
| 2005年（平成17年） | 41,676           | 20,816           | [ * 16 ] |
| 2006年（平成18年） | 42,144           | 21,145           | [ * 17 ] |
| 2007年（平成19年） | 43,809           | 21,975           | [ * 18 ] |
| 2008年（平成20年） | 43,034           | 21,674           | [ * 19 ] |
| 2009年（平成21年） | 41,266           | 20,748           | [ * 20 ] |
| 2010年（平成22年） | 38,930           | 19,556           | [ * 21 ] |
| 2011年（平成23年） | 37,337           | 18,798           | [ * 22 ] |
| 2012年（平成24年） | 37,527           | 18,874           | [ * 23 ] |
| 2013年（平成25年） | 38,208           | 19,192           | [ * 24 ] |
| 2014年（平成26年） | 37,571           | 18,863           | [ * 25 ] |
| 2015年（平成27年） | 38,214           | 19,191           | [ * 26 ] |
| 2016年（平成28年） | 39,025           | 19,619           | [ * 27 ] |
| 2017年（平成29年） | 39,847           | 20,052           | [ * 28 ] |
| 2018年（平成30年） | 41,304           | 20,778           | [ * 29 ] |
| 2019年（令和元年） | 41,132           | 20,680           | [ * 30 ] |
| 2020年（令和02年） | 30,348           |                  |          |
| 2021年（令和03年） | 30,594           |                  |          |
| 2022年（令和04年） | 33,442           |                  |          |
| 2023年（令和05年） | 35,203           |                  |          |
| 2024年（令和06年） | 36,068           |                  |          |

## 駅周辺
当駅周辺はオフィス街である。千代田区との区境が近い。駅からすぐの所に伝馬町牢屋敷跡がある。また、当駅から都営新宿線馬喰横山駅までの江戸通り沿いは問屋街となっており、繊維関係会社が多い。
毎年10月下旬には、周辺でべったら市が開催される。
- 中央区十思スクエア
- 日本橋税務署
- 宝田恵比寿神社
- 十思公園
- 小伝馬町郵便局
- 日本橋大伝馬町郵便局
- 日本橋本町郵便局
- 筑邦銀行東京支店
- 滋賀銀行東京支店
- 東京商品取引所
- 国道6号（江戸通り）
- 国道4号（昭和通り）
- 首都高速1号上野線 本町出入口
- 東日本旅客鉄道（JR東日本）総武快速線 馬喰町駅 - 北東へ約400メートル。正式な乗換駅ではなく、定期券での連絡運輸も対象外であるが、当駅に馬喰町駅への案内表示がある。

## バス路線
小伝馬町
- 都営バス
  - 秋26：秋葉原駅前行 ※ 葛西駅前行は停車しない（最寄り停留所は馬喰町）。
  - 東42-1：南千住駅西口行・南千住車庫前行 / 東京駅八重洲口行

小伝馬町駅
- 日立自動車交通
  - 江戸バス北循環：中央区役所行（浜町駅・水天宮前駅経由）

堀留町東京商品取引所
- 日の丸自動車興業
  - メトロリンク日本橋Eライン：地下鉄水天宮前駅方面

## 隣の駅
東京地下鉄（東京メトロ）
 日比谷線
人形町駅 (H 14) - 小伝馬町駅 (H 15) - 秋葉原駅 (H 16)